# Maria Cristina (métro de Barcelone)
Maria Cristina est une station de la ligne 3 du métro de Barcelone.

## Situation sur le réseau
La station est située sous l'avenue Diagonale, sur le territoire de la commune de Barcelone, dans le district de Les Corts.

## Histoire
La station est ouverte au public en 1975, lors de l'ouverture de la ligne III-B entre Paral·lel et Zona Universitària. En 1982, la station intègre la ligne 3 (qui fusionne les anciennes lignes III et III-B), tandis que les chiffres arabes remplacent les chiffres romains dans la numérotation des lignes.

## Services aux voyageurs

### Intermodalité
En surface, la station Maria Cristina, ouverte en 2004, accueille les lignes T1, T2 et T3 du Trambaix.